# Vaŭkavyski Rajon
Vaŭkavyski Rajon (vitryska: Ваўкавыскі раён, ryska: Волковыский район) är ett distrikt i Belarus. Det ligger i voblasten Hrodna voblast, i den västra delen av landet, 220 km väster om huvudstaden Minsk.